# دبح
الدبح (باللاتينية: Podospermum) جنس نباتي من الفصيلة النجمية. يضم عشرين نوعًا وثلاثة عشر نوعا لم يحسم أمرها بعد. معظم أنواعه عشبية موطنها حوض البحر الأبيض المتوسط.

## من أنواعهالواطنةفيالوطن العربي
1. الدبح الأبيض (باللاتينية: Podospermum canum) في بلاد الشام وتركيا والقوقاز وشرق أوروبا
2. الدبح الألبي (باللاتينية: Podospermum alpigenum) في بلاد الشام وتركيا والقوقاز وبعض مناطق شرق أوروبا